# Agrilinus rufus
Espèce
Agrilinus rufus (ou Aphodius rufus) est une espèce d'insectes de l'ordre des coléoptères, de la famille des Scarabaeidae, de la sous-famille des Aphodiinae, du genre Agrilinus.

## Systématique
L'espèce Agrilinus rufus a été initialement décrite en 1782 par l'entomologiste autrichien Karl von Moll (d) (1760-1838) sous le protonyme de Scarabaeus rufus.

## Répartition et habitat
Cette espèce est présente en France, dans le Nord-Pas-de-Calais par exemple.

## Synonymie
Selon INPN (11 août 2014) : 
- Aphodius aurantiacus Mulsant, 1842
- Aphodius hypocophinus Strand, 1917
- Aphodius hypocophus Gistel, 1857
- Aphodius (Aphodius) scybalarius
- Aphodius (Bodilus) rufescens
- Aphodius (Bodilus) rufus
- Aphodius ochraceus Stephens, 1830
- Aphodius pertinens Gistel, 1857
- Aphodius rufescens Fabricius, 1801
- Aphodius rufifrons Dufour, 1851
- Aphodius rufus
- Aphodius scropharum Gistel, 1857
- Aphodius scybalarius (Fabricius, 1781)
- Bodilopsis rufa (Moll, 1782)
- Scarabaeus castaneus Marsham, 1802
- Scarabaeus rufus Moll, 1782 nec DeGeer, 1778[2]
- Scarabaeus scybalarius Fabricius, 1781
- Scarabaeus unicolor Marsham, 1802